# Ups! I-v Den Endelige Løsning
|  | Denne artikel er oprettet af botten PalnaBot ud fra en ekstern database. Den kan derfor have sproglige fejl eller mangler. Denne skabelon kan fjernes efter kontrol af indholdet. |

Ups! I-v Den Endelige Løsning er en kortfilm fra 1985 instrueret af Peter Gren Larsen, Lars Vestergaard efter manuskript af Peter Gren Larsen, Lars Vestergaard.

## Handling
En række spots, der i bedste OBS-stil, satirisk, tager fat på problemet med at få de unge i arbejde i Ungsdomsåret 1985. Hver enkelt UPS indledes med et fælles oplæg, men herefter er det små selvstændige historier på 1 til 2 minutter, med titlerne: ANNIE, LIZZIE, LARS og LINDA.